# Sirugamani
Sirugamani es una ciudad y nagar Panchayat situada en el distrito de Tiruchirappalli en el estado de Tamil Nadu (India). Su población es de 10743 habitantes (2011). Se encuentra a orillas del río Kaveri, a 20 km de Tiruchirappalli .

## Demografía
Según el censo de 2011 la población de Sirugamani era de 10743 habitantes, de los cuales 5273 eran hombres y 5470 eran mujeres. Sirugamani tiene una tasa media de alfabetización del 84,16%, superior a la media estatal del 80,09%: la alfabetización masculina es del 92,46%, y la alfabetización femenina del 76,23%.